# غريغ هولمز
غريغ هولمز (بالإنجليزية: Greg Holmes)‏ (22 سبتمبر 1993 في المملكة المتحدة - ) هو لاعب كريكت بريطاني. شارك مع منتخب إنجلترا للكريكت.

## وصلات خارجية
- غريغ هولمز على موقع إي آس بي آن كريك إنفو (الإنجليزية)